# 山口市立宮野中学校
山口市立宮野中学校（やまぐちしりつ みやのちゅうがっこう, 英語: Yamaguchi City Miyano Junior High School）は、山口県山口市桜畠にある公立中学校。

## 概要
12学級(特別支援学級２クラス)、児童数318名（2021年度時点）。学校選択制、非常勤カウンセラーがいる。自転車通学可能。

## 沿革
- 1947年（昭和22年） - 山口市立宮野中学校、開校。
  - 7月 - PTA結成。
- 1967年（昭和42年） - 創立20周年記念式典。
- 1986年（昭和61年） - 同窓会発足。
  - 11月 - 創立40周年記念式典。
- 1987年（昭和62年） - 創立40周年記念碑完成。
- 2015年（平成27年） - スカウトジャンボリー4カ国来校。

## クラブ活動
- 野球部、サッカー部、パソコン部、バスケットボール(女)、バレーボール部(女)、卓球部、ソフトテニス部、剣道部、吹奏楽部、臨時部(バドミントン部、水泳部、柔道部)など

## 通学区域
- 山口市立宮野中学校 通学区域

## 交通アクセス
- 宮野駅より徒歩17分
- 山口ICより車で15分